# Микши-Энзей
Микши́-Энзе́й (чув. Кайри Ункăпуç) — деревня в Чебоксарском районе Чувашской Республики. Входит в состав Вурман-Сюктерского сельского поселения.

## География
Находится в северной части Чувашии, на расстоянии приблизительно 15 км на запад-северо-запад по прямой от районного центра поселка Кугеси.

## История
Образована в 1935 объединением деревень Микшикасы и Энзейкасы. В 1939 году было учтено 385 жителей, в 1979 — 439. В 2002 году было 116 дворов, в 2010 — 107 домохозяйств. В XIX веке Микшикасы и Энзейкасы являлись околотками деревни Вторая Пихтулина (ныне в составе Микши-Энзей). Вторая Пихтулина была известна с 1721 года, когда в ней было отмечено 64 мужчины, в 1747 — 88. В 1795 году было 66 дворов, 331 житель. В 1858 году в деревне Микшикасы было 93 жителя, в Энзейкасы 96. В 1906 в Микшикасы (Рыскино) — 29 дворов, 183 жителя, в Энзейкасы (Саварейкино) — 28 дворов, 143 жителя. В 1926 году в Микшикасы и Экзейкасы — 74 двора, 353 жителя. В период коллективизации был образован колхоз «Ударник», в 2010 году действовал СХПК «Атăл».

## Население
Постоянное население составляло 398 человек (чуваши 98 %) в 2002 году, 369 в 2010.